# 薩德伯里學校
薩德伯里學校（Sudbury school）是一種讓學生完全自主的學校教育模式，其學生通常涵蓋幼兒至18歲。薩德伯里學校施行直接民主，所有的學生和教職員都有平等的地位。薩德伯里學校也沒有預定的課程大綱，每個學生可以自己隨時決定在要做什麼事。通常學生進行的各種活動會讓他們通過經驗達成學習，而不需要課程。薩德伯里學校的核心思想有二：一、大人和小孩都是平等的；二、所有的權力約束都經過被管理者同意。
「薩德伯里學校」的名稱來自1968年在麻薩諸塞州的弗雷明翰市創立的薩德伯里山谷學校。薩德伯里學校沒有正式的規章和定義，各學校也都是獨立運作，但各學校都是基於相同的核心信念，包括自由、信任、尊重、責任和民主。現在在全世界有超過60間學校推行薩德伯里模式。

## 運作方式
薩德伯里學校和其他的民主教育模式（例如「無政府自由學校」）有一些類似之處。它們傾向淡化班級和課程，不使用預定的課程大網，而是讓學生的興趣領導學習；學校裡通常沒有教室，只有開放給大家自由集會的房間。除此之外，學生通常不會依年齡作區隔，讓不同年齡層的人可以學習和彼此互動。學教的管理全部由全體學生和教職員參加的民主集會決定，沒有家長置喙的餘地，這些集會可以決定職員的雇用、開除。

### 信念
薩德伯里學校相信：
1. 成人所需的許多能力（如創造、想像、即時反應、好奇、思考、責任和判斷）是兒童本來就擅長的。兒童最需要的是經驗，而經驗的學習應該透過開放式的引導。
2. 從小就接觸完整的民主權利，最能讓人適應民主社會。
3. 人天生都有好奇心；當一個人自己想要去學某個東西，就能達成最有效的學習。
4. 只要讓每個人自由發展自己的才能，他們都能夠有創造力。
5. 混合不同年齡的學生有助於每個人的成長。
6. 有了自由才有辦法發展出責任心。

### 管理
薩德伯里學校的所有管理層面都是由每週的校務會議決定，這是源自新英格蘭地區的鎮集會傳統。校務會議決定學校的校規、分配預算、以及人員的聘用和開除。大部份的決策都是多數決，在場的每一個人，包括所有的學生和教職員，都有等值的一票。
校規通常會整理成一本書，定期更新。通常違規或爭議都有一定的處理程序，包括調查、公聽會、審判、和判決，並允許上訴。這是因為相信學生應該面對自己的行為造成的後果。

### 學習
薩德伯里式的教育理論認為所有的人類行為都會自然而然地造成學習，學習是自發的、主動的  。學習是你自己做的事，不是別人施加在你身上的，因此老師的導引不是必要的。讓人們自由交換意見和想法，自由對話和互動，可以讓人廣泛地接觸到他覺得重要或有趣的主題。混合不同年齡的學生讓不同年齡的人可以互相學習，年長的學生可以成為年幼學生的正面或負面表率。因為學習過程中有大量的玩樂，初次參觀的人常覺得學生無時無刻不在下課時間。
薩德伯里學校的學生直接或間接地負責自己的教育，學生自己是唯一安排課程內容的人，除非學生自己要求上某一門課或是安排了師徒制。薩德伯里學校不會比較學生的成績，學校沒有考試、評量或成績單。
舉例來說，閱讀識字的能力，每個學生都可以自由決定什麼時候要學。只有很少數的學生會特別找人幫忙，每個人都有自己的學習方式。有的人會聽別人唸故事，自己記住，然後漸漸學會自己閱讀；有的從食物包裝上面學會、有的讀遊戲的說明書、還有一些從路上的招牌學習。有些學生從字母發音開始學，有的練習音節，有的一次學一整個字。老師們常常也不知道學生怎麼學會閱讀的，學生也很少告訴老師。薩德伯里山谷學校宣稱他們的學生全部都能學會閱讀。每個學生學會閱讀的年記都不一樣，而較晚學會閱讀也似乎沒有任何不良後果。

## 成效
針對薩德伯里學校的研究有限，且不易將學生家庭背景的影響排除。但是針對「個人化學習」的研究顯示，自主學習環境下自定學習步調的學生，他們的數學和閱讀能力都顯著高於一般學校的學生，且弱勢學生的進步幅度大於一般學生；除此之外教師普遍對環境感到滿意。